# Scholastykowo
Scholastykowo (prononciation : [sxɔlastɨˈkɔvɔ], en allemand : Scholastikowo) est un  village polonais de la gmina de Lipka dans le powiat de Złotów de la voïvodie de Grande-Pologne dans le centre-ouest de la Pologne.
Il se situe à environ 7 kilomètres à l'ouest de Lipka (siège de la gmina), 20 kilomètres au nord-est de Złotów (siège du powiat), et à 125 kilomètres au nord de Poznań (capitale de la Grande-Pologne).

## Histoire
De 1975 à 1998, le village faisait partie du territoire de la voïvodie de Piła.

Depuis 1999, Scholastykowo est situé dans la voïvodie de Grande-Pologne.
Le village possède une population de 380 habitants.